# 大勢至菩薩念仏圓通章
大勢至菩薩念仏圓通章（だいせいしぼさつねんぶつえんずうしょう）または勢至獲念仏円通（せいしぎゃくねんぶつえんずう）ともいう。略して勢至円通（せいしえんつう）ということが多い。出典は首楞厳経の五巻となる。唐天竺沙門般剌蜜帝により訳された。浄土三部経（『仏説無量寿経』（『大経』）『仏説観無量寿経』（『観経』）『仏説阿弥陀経』（『小経』）の他にこの大勢至菩薩念仏圓通章と普賢菩薩行願との二つを足して浄土五部経と中国では呼ばれ、非常によく唱えれている。これは中華民国時代の印光大師により浄土主要経典に加えられたと言われている。
非常に短いお経であることで、般若心経とならんで有名である。また日本の浄土宗の開祖である法然上人は大勢至菩薩の生まれ変わりと言われ、自らの画像にこの勢至円通である「我本因地（われもといんじ）に念仏の心をもて、無生忍に入る。今この界において、念仏の人を摂して浄土に帰せしむ」（正蔵一九・一二八中）を書き記したと言われている。
主な内容は、大勢至菩薩が念仏によって浄土である極楽世界への行く方法を語っている。また大勢至菩薩は無量光如来から念仏三昧を教えられると、無生忍の悟りを得て、母が子を想うように、衆生を想い救いたい願いも述べている。